# Mstitel (film, 1959)
Mstitel je české filmové drama režiséra Karla Steklého z roku 1959.

## Obsazení
| Radoslav Brzobohatý  | Kašpar Lén                 |
| Ivanka Devátá        | Márynka                    |
| Vladimír Hlavatý     | Brábovec                   |
| Rudolf Jelínek       | Bráborcův slepý vnuk Toník |
| Gustav Nezval        | zedník Kryštof             |
| Jan Pivec            | kupec Konopík              |
| Václav Postránecký   | zedník Ferda               |
| Dagmar Doubravská    | kramářka                   |
| Anna Friedová        | milostpani                 |
| Martin Růžek         | milostpán                  |
| František Filipovský | Mareček                    |
| Josef Beyvl          | posluha Cverenec           |
| Věra Tichánková      | Cverencová                 |
| Gustav Heverle       | Koutný                     |
| Jan Skopeček         | Truneček                   |
| Božena Havlíčková    | slečna Lucy                |
| Valtr Taub           | pan baron                  |
| Bedřich Vrbský       | soudce                     |
| Magda Maděrová       | lehká ženština             |
| Libuše Bokrová       | slečna Klára               |

## Tvůrci
- Námět: Karel Matěj Čapek-Chod román Kašpar Lén mstitel
- Scénář: Karel Steklý
- Hudba: Jan Seidel
- Zvuk: Ladislav Hausdorf, Václav Svoboda
- Kamera: Jan Stallich
- Střih: Jan Kohout, Jarmila Müllerová
- Režie: Karel Steklý
- Pomocná režie: Jaroslav Pour